# Pere Joan Sala
Pere Joan Sala (Granollers de Rocacorba, ? – Barcelona, 1485) va ser el cabdill dels remences radicals que va encapçalar la segona guerra remença, que comença amb l'Alçament de Mieres el 1484.
La segona guerra remença va ser motivada per l'intent d'actuació judicial contra els béns dels remences que es negaven a pagar els censos senyorials. Addicionalment, cal valorar que hi havia hagut una coincidència d'interessos i de suport entre els remences durant la seva primera revolta i el rei Joan II en la guerra civil catalana. Varen coincidir en el temps (1462-1472) i en l'adversari: la Generalitat i la noblesa. No obstant això, en acabar la guerra civil catalana, el rei es va desentendre de la causa remença.
El lloctinent de Catalunya va intentar frenar la revolta, sense èxit, i el conflicte es va estendre per tot el Principat de Catalunya.
El gener de 1485, al capdavant de 400 pagesos, Pere Joan Sala va derrotar la host del veguer barceloní a Montornès del Vallès amb l'ajut del seu nebot Bartomeu Sala. Posteriorment, va prendre la vila de Granollers, des d'on la revolta es va estendre pel Vallès, el Maresme i el Baix Llobregat. Quan l'amenaça sobre Barcelona va ser evident, les autoritats van reaccionar i el van derrotar a Llerona gràcies a l'exèrcit del lloctinent, el 28 de març de 1485. El revoltat va ser fet presoner i executat públicament a Barcelona el mateix any.
Aquesta revolta remença va aconseguir que la monarquia, ara regnant Ferran II, fill de Joan II, s'impliqués en el cas dels remences i dictés la Sentència Arbitral de Guadalupe. La sentència va perdonar els revoltats però va ser implacable amb els caps de la revolta.